# François Bareau de Girac
Pour les articles homonymes, voir Bareau et Girac (homonymie).
François Bareau de Girac, né le 1er février 1732 à Angoulême et mort le 29 novembre 1820 à Paris, est un prélat français au XVIIIe siècle.

## Biographie
Né le 1er février 1732 à Angoulême, François Bareau de Girac a été doyen du chapitre cathédral de cette ville ainsi que vicaire général du diocèse d'Angoulême.
Nommé évêque de Saint-Brieuc, il est sacré le 31 août 1766 en l'église Saint-Roch de Paris par Christophe de Beaumont, archevêque de Paris, assisté des évêques de Béziers et d'Orléans.
Au cours de son séjour briochin, il préside en 1768 les États de Bretagne, avant d'être nommé évêque de Rennes le 26 décembre 1769.
La Révolution le contraint à l'exil, notamment en Russie. De retour en France sous l'Empire, il refuse que Napoléon le nomme à un évêché et n'accepte qu'un canonicat à Saint-Denis. Il est fait baron d'Empire par lettres patentes du 15 juin 1808 et devient également chevalier de la Légion d'honneur.
Il meurt à Paris le 29 novembre 1820.

## Armes
Écartelé, au premier, d'azur chargé d'une fasce de gueules, au deuxième, d'une tour de sable  au deuxième, des barons évêques; au troisième, de gueules à un lion d'or; au quatrième, d'azur dentelé en chef d'argent, à une fasce d'argent accompagnée en pointe d'une étoile du même, et sur le tout, d'or à un chevron de gueules accompagné de trois croissants du même.

## Source
- Amédée Guillotin de Corson, Pouillé historique de l'archevêché de Rennes, Rennes, Fougeray et Paris, René Haton, 1880-1886, 6 vol. in-8° br., couv. impr.
- François Bareau de Girac, Bibliothèque Nationale de France, https://data.bnf.fr/fr/12562016/francois_bareau_de_girac/